# 93P/Lovas
93P/Lovas 1, komet Jupiterove obitelji.